# Sosna Gerarda
Sosna Gerarda (Pinus gerardiana Wall. ex D. Don) – gatunek drzewa iglastego z rodziny sosnowatych (Pinaceae). Występuje w Himalajach na terenie Afganistanu, Chin (Tybet), Indii (Jammu-Kashmir) i Pakistanu. Drzewo odkryte przez kapitana Gerarda z piechoty bengalskiej w 1832 r., przywiezione do Europy 7 lat później.

## Morfologia

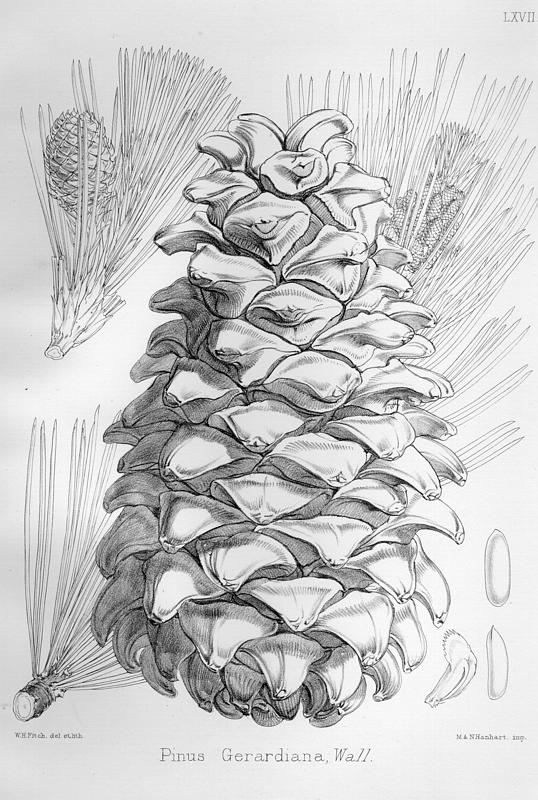
Morfologia, ilustracja

PokrójKorona drzewa szeroka i luźna, z długimi, rosnącymi w górę gałęziami. W gęstych lasach, korona węższa.
PieńOsiąga 10–20 (25) m wysokości. Kora łuszczy się, odsłaniając jasne szaro-zielone płaty.
LiścieZebrane po 3 na krótkopędach. Długości 6–10 cm.
SzyszkiSzyszki żeńskie o długości 12–20 cm, po otwarciu szerokie na 10 cm. Nasiona długości ponad 2 cm, opatrzone śladowym skrzydełkiem.

## Biologia i ekologia
Jedna wiązka przewodząca w liściu, 5–7 kanałów żywicznych.
Występuje w dolinach górskich, najczęściej na wysokościach 2000–3350 m n.p.m. Rośnie w suchych lasach razem z cedrem himalajskim (Cedrus deodara), jałowcem greckim (Juniperus excelsa subsp. polycarpos) oraz sosną himalajską (Pinus wallichiana).
Nasiona są zjadane i rozsiewane przez ptaki, m.in. orzechówkę (Nucifraga caryocatactes subsp. multipunctata).
Bywa gospodarzem Arceuthobium minutissimum, rośliny pasożytniczej (pasożyt pędowy), której głównym gospodarzem jest sosna himalajska, jednak P. gerardiana zostaje czasem zainfekowana na terenie północnego Pakistanu, na obszarach, gdzie występuje razem z zainfekowaną sosną himalajską.

## Systematyka
Synonimy: Pinus gerardii J. Forbes.
Pozycja gatunku w obrębie rodzaju Pinus:
- podrodzaj Strobus
  - sekcja Quinquefoliae
    - podsekcja Gerardianae
      - gatunek P. gerardiana

## Zagrożenia
Międzynarodowa Unia Ochrony Przyrody (IUCN) umieściła ten gatunek w Czerwonej księdze gatunków zagrożonych, przyznając mu kategorię zagrożenia NT (near threatened), uznając go za gatunek o podwyższonym ryzyku wyginięcia. Po ponownej ocenie w 2011 r. klasyfikację tę utrzymano i opublikowano w roku 2013.
Głównym zagrożeniem wskazywanym przez IUCN jest nieodpowiednie pozyskiwanie nasion z naturalnych siedlisk. Zagrożenie dla gatunku stanowi także rozwój rolnictwa, pożary i wycinka lasów w celu pozyskania drewna i terenów uprawnych. Ocenia się, że zanikło blisko 30% lasów sosny Gerarda. Trend liczebności populacji jest spadkowy.

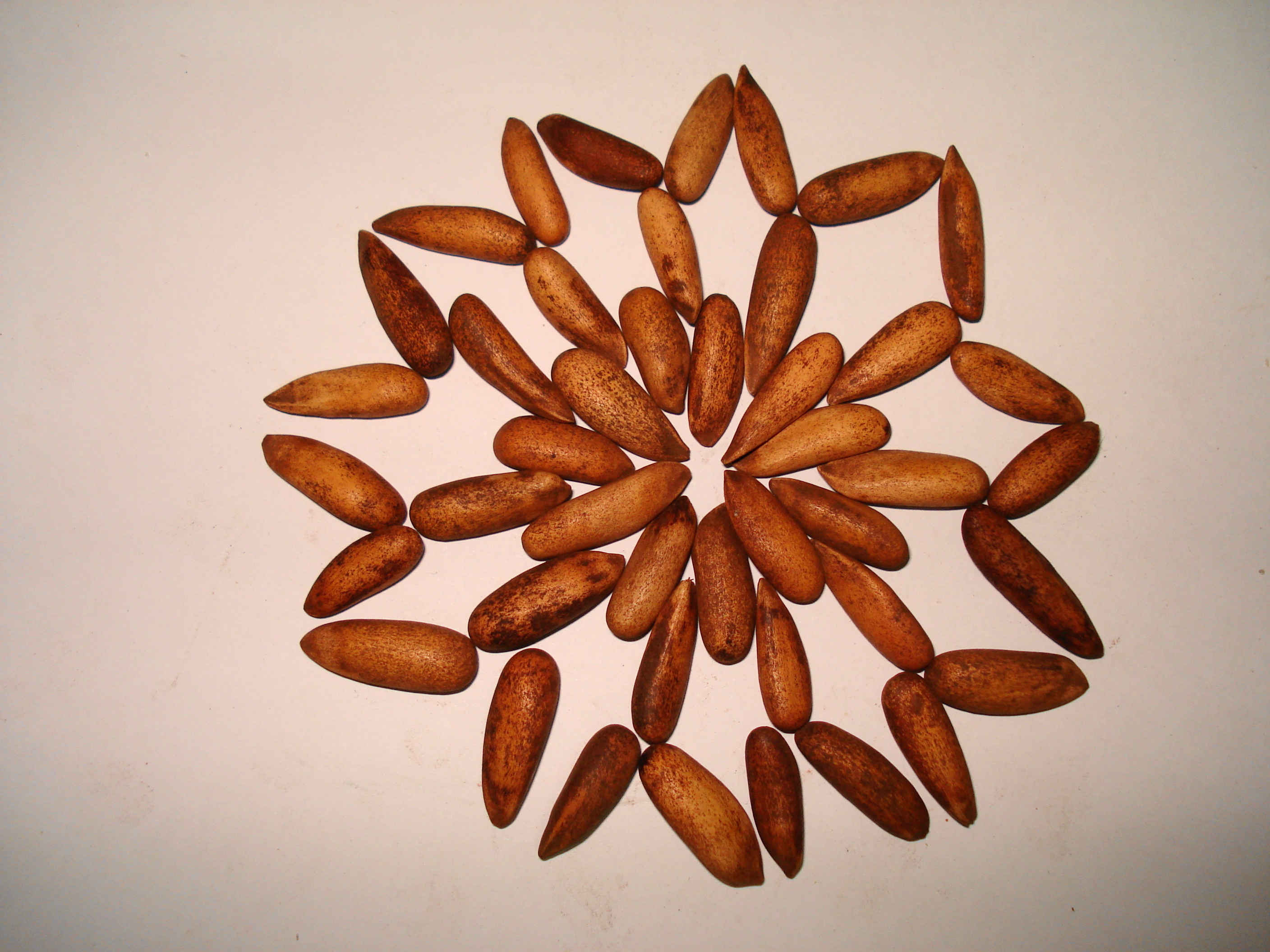
Nasiona w sprzedaży

## Zastosowanie
Nasiona są lokalnie sprzedawane i spożywane. Pozyskiwane z naturalnych stanowisk, stanowią istotne źródło dochodu miejscowej ludności w indyjskim dystrykcie Kinnaur, czy w pakistańskich Górach Sulejmańskich. W Afganistanie sosny Gerarda są uprawiane na plantacjach, w celu zbioru nasion.